# Fred Hoyle

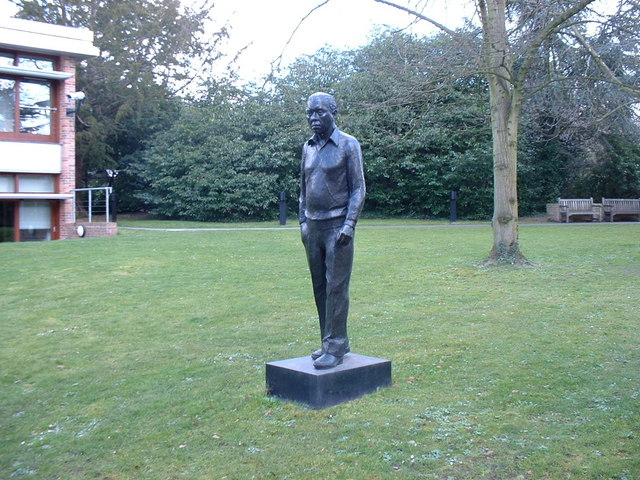
Fred Hoyle, Statue am Institute of Astronomy, Cambridge

Sir Fred Hoyle (* 24. Juni 1915 in Bingley bei Bradford; † 20. August 2001 in Bournemouth) war ein britischer Astronom und Mathematiker, der sich auch schriftstellerisch betätigte. Internationale Bekanntheit erlangte er nicht zuletzt aufgrund seines wissenschaftlichen Nonkonformismus und durch seine provokativ-außenseiterischen Thesen, mit denen er anerkannte Lehrmeinungen und Erkenntnisstände der Astronomie und der Physik (Energieerhaltungssatz) infrage stellte.

## Leben und wissenschaftliches Werk

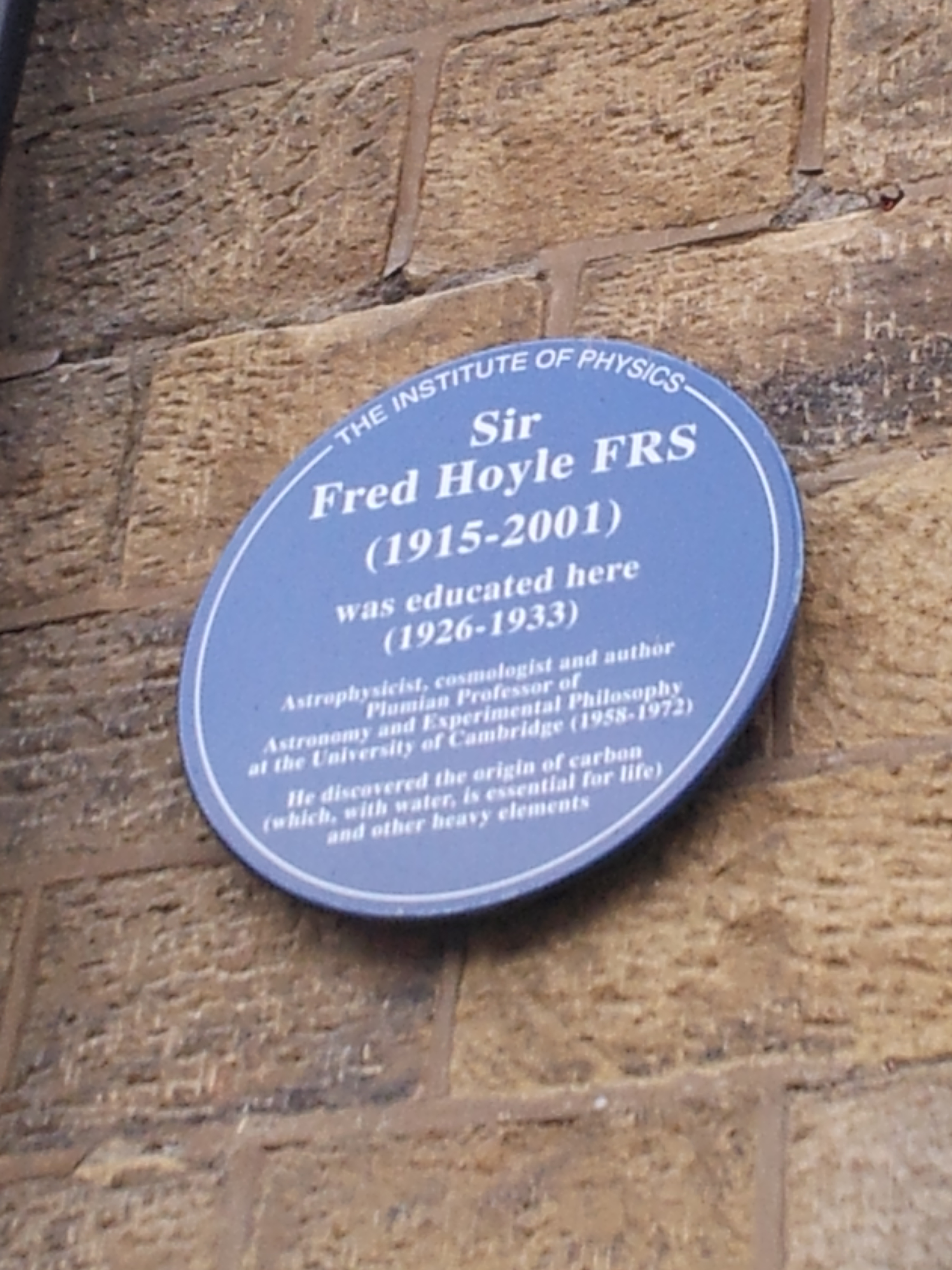
Eine Gedenkplakette zu Hoyles Ehren am Gebäude der Bingley Grammar School

Nach dem Besuch der Bingley Grammar School in Bingley, West Yorkshire, studierte Fred Hoyle zunächst Mathematik am Emmanuel College, University of Cambridge. 1939 heiratete er Barbara Clark, die er erst kurz zuvor kennengelernt hatte. Im Herbst 1940, während des Zweiten Weltkriegs, verließ er Cambridge, um in Portsmouth im Bereich der Radar-Forschung für die britische Admiralität tätig zu werden. Dabei arbeitete er unter anderem eine Methode aus, die Höhe ankommender Flugzeuge zu bestimmen. Zwei seiner Kollegen bei diesem kriegswichtigen Projekt waren Hermann Bondi und Thomas Gold, mit denen er häufig und tiefgreifend über Kosmologie diskutierte – ein Thema, das ihn immer mehr fesselte. Im Rahmen des Radarprojekts konnte Hoyle zudem mehrfach nach Nordamerika reisen, was er auch dazu nutzte, Gespräche mit Astronomen zu führen. Schon auf der ersten dieser Reisen hatte er sowohl von Supernovae als auch vom nuklearphysikalischen Konzept der Plutonium-Implosion erfahren und Ähnlichkeiten zwischen beiden Phänomenen festgestellt, was ihn zur Abfassung einer ersten Veröffentlichung über die Nukleosynthese von Supernovae inspirierte.
Nach dem Kriegsende 1945 kehrte Fred Hoyle an die Cambridge University zurück, wo er zunächst Vorlesungen am St John’s College hielt. In den nun folgenden Jahren seiner Zeit in Cambridge (1945–1973) stieg er aufgrund der verblüffenden Originalität seiner Ideen, die eine enorme Bandbreite von Themen umfassten, zu einem der weltweit führenden Theoretiker der Astrophysik auf. Zwischen 1956 und 1965 gehörte er zudem dem Mitarbeiterstab der Observatorien von Mount-Wilson und Palomar (vormals: Hale Observatories) an. 1958 übernahm Hoyle den traditionsreichen Lehrstuhl eines Plumian Professor of Astronomy and Experimental Philosophy der Cambridge University. Im Jahr 1967 wurde er der erste Direktor des von ihm gegründeten Institute of Theoretical Astronomy (später umbenannt in Institute of Astronomy, Cambridge), das sich unter seiner innovativen Leitung schnell zu einer der profiliertesten Institutionen auf dem Gebiet der theoretischen Astrophysik entwickelte. 1972, im selben Jahr, in dem er für seine Verdienste um die Wissenschaft zum Ritter ernannt wurde, legte Hoyle seine Plumian-Professur nieder, und 1973 trat er auch als Direktor des Institute of Theoretical Astronomy zurück, womit er nicht nur auf ein regelmäßiges Gehalt verzichtete, sondern auch seine gesicherte Position im wissenschaftlichen Establishment aufgab.
Nach seinem Abschied von Cambridge übersiedelte er in den Lake District, Grafschaft Cumbria, wo er ausgedehnte Wanderungen durch die Natur unternahm und sich vorwiegend seiner höchst erfolgreichen schriftstellerischen Tätigkeit sowie nonkonformistischen Wissenschaftsprojekten widmete, die in der scientific community fast durchweg auf harsche Ablehnung stießen. Zudem unternahm er diverse Studienreisen zu Forschungseinrichtungen auf der ganzen Welt. Am 24. November 1997 stürzte er bei einer Wanderung durch die Heidelandschaft des westlichen Yorkshire in der Nähe seiner Geburtsstadt Gilstead in einer Schlucht namens Shipley Glen ab. Etwa zwölf Stunden später wurde er von einem Suchhund entdeckt. Schwer verletzt wurde er in ein Krankenhaus gebracht, wo er zwei Monate zur Behandlung seiner zerschmetterten Schulter und aufgrund von Lungenentzündung und Nierenproblemen infolge von Unterkühlung verbringen musste. Danach litt Fred Hoyle an Gedächtnisstörungen und anderen mentalen Problemen. 2001 erlitt er schließlich mehrere Schlaganfälle und verstarb am 20. August 2001 in Bournemouth.

### Frühe Erfolge

Der Drei-Alpha-Prozess

In einer seiner frühen Arbeiten über die Abläufe der stellaren Nukleosynthese stellte er fest, dass eine bestimmte Kernreaktion – der 3α-Prozess, bei dem Kohlenstoff erzeugt wird – voraussetzt, dass der Kohlenstoff-Kern dafür ein sehr spezifisches Energieniveau besitzen muss. Basierend darauf machte er eine Vorhersage über die Energieniveaus im Kohlenstoffkern, 1954 wurde der Hoyle-Zustand experimentell bestätigt und konnte 2011 mit JUGENE berechnet werden. 1957 verfasste er zusammen mit Margaret Burbidge, Geoffrey Burbidge und William Alfred Fowler die B2FH-Theorie zur Entstehung der leichten Elemente durch Kernfusion in Sternen.

### Kritik der Urknall-Theorie
Während er keine Einwände gegen die Entdeckung der Expansion des Universums durch Edwin Hubble hatte, widersprach er allerdings dessen Interpretation: Er selbst sprach sich dafür aus, dass sich das Universum in einem Zustand der Gleichförmigkeit (Steady-State-Theorie, zusammen mit Hermann Bondi, Thomas Gold 1948/49) befinde, in dem die kontinuierliche Erzeugung von Materie die Expansion des Weltalls vorantreibe, als Gegensatz zu einem Universum, das einen explosiven Beginn durch einen Urknall mit folgender Expansion hatte. Hoyle selbst prägte den Begriff des Big Bang (großer Knall) in einer BBC-Radiosendung 1949, um die Urknalltheorie von Abbé Georges Lemaître auf eine griffige Formel zu bringen.
Die vorgeschlagene kontinuierliche Erzeugung lieferte zwar keine Erklärung für das Auftreten von Materie aus dem Nichts und verletzt den Energieerhaltungssatz. Die Mikrowellen-Hintergrundstrahlung (1965) wird von Hoyle durch die Streuung von Sternenlicht an feinverteilter Materie im Weltraum erklärt. Die weitere Debatte führte dennoch schließlich zur fast einhelligen Akzeptanz der Urknalltheorie unter Astronomen und zur Ablehnung der Steady-State-Hypothese – nicht jedoch bei Hoyle. Noch 1993 schlug er mit Jayant Narlikar und Geoffrey Burbidge eine Erweiterung der Steady-State-Theory (Quasi-Steady-State-Theory) vor. In den 1960er-Jahren entwickelte er mit Narlikar auch eine konforme Erweiterung der allgemeinen Relativitätstheorie, die das Machsche Prinzip erfüllt.

### Katastrophismus
Spätestens in den 1990er-Jahren begann Hoyle, beeinflusst durch die Arbeiten Victor Clubes und William M. Napiers, die Erd-, Menschheits- und Zivilisationsgeschichte unter katastrophistischen Gesichtspunkten zu betrachten. Dabei besagt die Grundannahme von Clube, Napier und Hoyle, dass die Erde nicht nur in ferner Vergangenheit immer wieder von Kometen oder Kometenfragmenten getroffen wurde, was unter anderem die Ursache drastischer klimatischer Umbrüche war. Diese Impaktereignisse und ihre Folgen sollen weit größeren Einfluss auf die Menschheitsgeschichte ausgeübt haben als bisher angenommen.
In seinem 1993 erstveröffentlichten Buch The Origin of the Universe and the Origin of Religion baute Hoyle dieses Modell weiter aus und entwickelte ein periodisches Szenario rezenter Impakte, wobei er solche Einschläge im Abstand von etwa 1600 Jahren vermutete und mit prähistorischen sowie geschichtlichen Ereignissen in Verbindung brachte.

### Kontroverse Evolutionstheorien
In seinen späteren Jahren entwickelte er zusammen mit Chandra Wickramasinghe auch die Theorie, der zufolge das Leben im All entstanden und mittels Panspermie im Universum verbreitet worden sei, ferner, dass die Evolution auf der Erde durch einen steten Zufluss von Viren vorangetrieben werde, die von Kometen zu uns transportiert würden.
Hoyle rief außerdem Kontroversen hervor, als er die Authentizität der Fossilien des „Urvogels“ Archaeopteryx (die durch weitere Funde immer wieder bestätigt wurde), in Frage stellte, und das Versäumnis verurteilte, Jocelyn Bell Burnell bei der Verleihung des Physik-Nobelpreises für die Entdeckung der Pulsare zu berücksichtigen. Seine Beiträge zur Biologie und Paläontologie werden von den Fachleuten als dilettantisch abgelehnt.

## Fred Hoyle als Autor

### Populärwissenschaftliche Werke
In den 1950er-Jahren machte er eine Serie von Radiosendungen über Astronomie auf BBC, die in dem Buch The Nature of the Universe gesammelt wurden, und er fuhr fort mit einer Reihe weiterer populärwissenschaftlicher Bücher. 1957 wurde er zum Mitglied der Royal Society gewählt, 1958–1972 war er Professor für Astronomie und experimentelle Philosophie in Cambridge, wo er bereits seit 1945 unterrichtete, leitete von 1966 bis 1972 das Cambridge Institut für Theoretische Astronomie, an dessen Gründung er Anteil hatte, und 1971–1973 die Königliche Astronomische Gesellschaft. Ein Großteil der Sachbücher, die er in den folgenden Jahrzehnten publizierte, befasste sich mit astronomischen und kosmologischen Themen.

### Science Fiction
Neben seiner wissenschaftlichen Arbeit und seinem Engagement als Sachbuchautor betätigte Fred Hoyle sich auch als Science-Fiction-Schriftsteller, wobei er viele seiner Bücher gemeinsam mit seinem Sohn Geoffrey Hoyle verfasste. In seinem ersten, 1957 erschienenen, Roman The Black Cloud gerät die Erde zeitweilig in den Bereich einer enormen Wolke aus interstellarem Gas, die sich zum Erstaunen der Wissenschaftler als hoch intelligente Lebensform herausstellt. Noch größer ist allerdings die Überraschung dieses kosmischen Wanderers darüber, dass auch auf einem Planeten intelligentes Leben entstehen kann, denn Intelligenzwesen entstünden, wie er der Menschheit mitteilt, üblicherweise im offenen Weltraum zwischen den Sternen.
Hoyles wohl bekanntestes Werk A for Andromeda (gemeinsam verfasst mit John Elliot, 1962) wurde auch als Fernsehserie umgesetzt. Im deutschsprachigen Raum entstanden auch zwei Hörspielfassungen unter dem Titel Andromeda, 1970 vom RIAS Berlin (Regie: Manfred Marchfelder) und 1980 vom ORF-Landesstudio Oberösterreich (Regie: Ferry Bauer). Sein Bühnenstück Rockets in Ursa Major wurde 1962 im Londoner Mermaid Theatre aufgeführt. Einen Abstecher ins Fantasy-Genre machte er mit einigen Kurzgeschichten, die 1967 im Rahmen seiner SF-Anthologie Element 79 veröffentlicht wurden. Mit The Frozen Planet of Azuron, The Energy Pirate, The Planet of Death und The Giants of Universal Park (alle 1982 mit Geoffrey Hoyle) betätigte er sich schließlich auch als Kinderbuch-Autor.

## Zitate
„Die orthodoxe Biologie in ihrer Gesamtstruktur [hält] daran fest, dass Leben zufällig entstand. Seit jedoch die Biochemiker in steigendem Maße die ehrfurchtgebietende Komplexität des Lebens entdecken, ist sein zufälliger Ursprung ganz offensichtlich so wenig wahrscheinlich, dass man diese Möglichkeit völlig ausschließen kann. Leben kann nicht zufällig entstanden sein.“

„Die Wahrscheinlichkeit, dass sich aus unbelebter Materie Leben entwickelt hat, beträgt eins zu einer Zahl mit 40.000 Nullen… Diese ist groß genug, um Darwin und die ganze Evolutionstheorie unter sich zu begraben.“

„Wir hatten … festgestellt, daß es in der Chronik der Versteinerungen keine Zwischenformen gibt. Jetzt wissen wir auch, warum: vor allem deshalb, weil Zwischenformen nie existiert haben.“

## Ehrungen
- 1964 Mitglied der American Academy of Arts and Sciences
- 1967 Kalinga-Preis für die Popularisierung der Wissenschaft
- 1968 Goldmedaille der Royal Astronomical Society
- 1969 Mitglied der National Academy of Sciences
- 1970 Bruce Medal
- 1971 Henry Norris Russell Lectureship
- 1972 zum Ritter geschlagen
- 1974 Royal Medal der Royal Society
- 1980 Mitglied der American Philosophical Society[18]
- 1992 Karl-Schwarzschild-Medaille der Astronomischen Gesellschaft
- 1994 Balzan-Preis für Astrophysik: Evolution der Sterne mit Martin Schwarzschild
- 1997 Crafoord-Preis zusammen mit Edwin Salpeter
- Nach Fred Hoyle ist der Asteroid (8077) Hoyle benannt.[19]
- Nach Fred Hoyle ist der Fred Hoyle Medal and Prize benannt.

## Werke

### Sachbücher
- The Nature of the Universe. Harper, New York 1950.
  - Deutsch: Die Natur des Universums, Kiepenheuer & Witsch, Köln 1951
- Frontiers of Astronomy. Heinemann, London 1959.
  - Deutsch: Das grenzenlose All: Der Vorstoss der modernen Astrophysik in den Weltraum, Droemer Knaur, München 1963
- Man and Materialism
  - Deutsch: Mensch und Materialismus, Ullstein, Frankfurt am Main 1961
- Astronomy: a History of Man’s Investigation of the Universe. Crescent, 1962.
- From Stonehenge to Modern Cosmology. Freeman, San Francisco 1972, ISBN 0-7167-0341-6.
- Astronomy and Cosmology: A Modern Course. W.H. Freeman 1975, ISBN 0-7167-0351-3.
- The Cosmogony of the Solar System. Univ. College Cardiff Press, Cardiff 1978, ISBN 0-901426-85-7.
- mit Chandre Wickramasinghe: Lifecloud – The Origin of Life in the Universe. Dent, London 1978, ISBN 0-460-04335-8.
  - Deutsch: Die Lebenswolke: So empfing die Erde das Leben von den Sternen, Umschau Verlag, Frankfurt am Main 1979
- mit Chandra Wickramasinghe: Diseases from Space. Dent, New York 1979.
- mit Chandra Wickramasinghe: Evolution from Space: A Theory of Cosmic Creationism, 1984, ISBN 0-671-49263-2.
  - Deutsch: Evolution aus dem Weltraum. Ullstein Berlin 1981, ISBN 3-550-07719-X.
- The Small World of Fred Hoyle – An Autobiography. Joseph, London 1986, ISBN 0-7181-2740-4.
- mit Chandra Wickramasinghe, John Watkins: Viruses from Space and Related Matters. Univ. College Cardiff Press, Cardiff 1986, ISBN 0-906449-93-6.
- mit Chandra Wickramasinghe: Archaeopteryx – The Primordial Bird. A Case of Fossil Forgery. Davies, Swansea 1986, ISBN 0-7154-0665-5.
- The Intelligent Universe, Book Sales 1983, ISBN 0-03-070083-3.
  - Deutsch: Das intelligente Universum: Eine neue Sicht von Entstehung und Evolution. Umschau Verlag, Frankfurt am Main 1984
- mit Chandra Wickramasinghe: The Theory of Cosmic Grains. Kluwer, Dordrecht 1991, ISBN 0-7923-1189-2.
- Our Place in the Cosmos – The Unfinished Revolution. Dent, London 1993, ISBN 0-460-86084-4.
  - Deutsch: Leben aus dem All. Zweitausendeins, 2000
- The Origin of the Universe and the Origin of Religion. Moyer Bell, Wakefield 1993, ISBN 1-55921-082-6
  - Deutsch: Kosmische Katastrophen und der Ursprung der Religion. Insel, Frankfurt 1997, ISBN 3-458-16850-8.
- mit Chandra Wickramasinghe: Life on Mars? – The Case for a Cosmic Heritage. Clinical Press, Redland 1997, ISBN 1-85457-041-2.
- mit Geoffrey Burbidge u. a.: A Different Approach to Cosmology – From a Static Universe through the Big Bang towards reality. Cambridge Univ. Pr., Cambridge 2001, ISBN 0-521-66223-0.

### Science Fiction
- The Black Cloud. 1957
  - Deutsch: Die schwarze Wolke. Kiepenheuer & Witsch, Köln 1958.
- Ossian’s Ride. 1959.
  - Deutsch: Das Geheimnis der Stadt Caragh, Kiepenheuer & Witsch, Köln 1962
- mit John Elliot: A for Andromeda. 1962
  - Deutsch: A wie Andromeda: Geheimbotschaft aus dem All. Goverts, Stuttgart 1967.
- mit Geoffrey Hoyle: Fifth Planet. 1963.
- mit John Elliot: The Andromeda Breakthrough. 1965.
- October the First Is Too Late. 1966.
- Element 79. 1967.
- mit Geoffrey Hoyle: Rockets in Ursa Major. 1969.
  - Deutsch: Raketen auf Ursa Major. Heyne, München 1972
- mit Geoffrey Hoyle: Seven Steps to the Sun. 1970.
- mit Geoffrey Hoyle: The Inferno. 10/1973.
- mit Geoffrey Hoyle: The Molecule Men and the Monster of Loch Ness. 1973.
- mit Geoffrey Hoyle: Into Deepest Space. 1974.
- mit Geoffrey Hoyle: The Incandescent Ones. 1977.
- mit Geoffrey Hoyle: The Westminster Disaster. 1978, ISBN 0-06-012009-6.
- Comet Halley. 1985.
- mit Geoffrey Hoyle: The Frozen Planet of Azuron. Ladybird Books, 1982.
- mit Geoffrey Hoyle: The Energy Pirate. Ladybird Books, 1982.
- mit Geoffrey Hoyle: The Planet of Death. Ladybird Books, 1982.
- mit Geoffrey Hoyle: The Giants of Universal Park. Ladybird Books, 1982.